# Кірково-мостовий шлях
Кірково-мостови́й шлях (лат. tractus corticopontinus) — це пучок нервових волокон, який проходить від кори головного мозку до ядер мосту.
Серед ядер мосту зокрема ядро лицевого нерва, ядро відвідного нерва, головне та рухове ядра трійчастого нерва, частково присінкові і завиткові ядра присінково-завиткового нерва).
Інші ядра мосту є частиною ретикулярної формації. Також в мості знаходяться ядра, які беруть участь у регулюванні частоти дихальних рухів.
Залежно від частки походження, волокна кірково-мостового шляху можна класифікувати як лобово-мостові (fibrae frontopontinae), тім'яно-мостові (ff. parietopontinae), скронево-мостові (ff. temporopontinae) та потилично-мостові (ff. occipitopontinae) волокна.